# Leptospermum inelegans
Leptospermum inelegans är en myrtenväxtart som beskrevs av Joy Thomps.. Leptospermum inelegans ingår i släktet Leptospermum och familjen myrtenväxter. Inga underarter finns listade i Catalogue of Life.